# Hướng (họ)
Hướng (chữ Hán: 向) là một họ người phổ biến, lâu đời ở Trung Quốc và xuất hiện một số ít tại Việt Nam sau năm 1679. Trong danh sách các họ Trung Quốc (Bách gia tính - 百家姓) họ này xếp thứ 129, theo số liệu điều tra dân số năm 2007 của Trung Quốc thì họ này đứng thứ 99 về nhân khẩu. Dựa vào số liệu gia phả và đối chiếu gốc gác thì họ Hướng ở Việt Nam là họ không thuần Việt, bắt nguồn từ những người Trung Hoa di dân sang Việt Nam từ cuối thời nhà Minh. Sau khi nhà Minh hoàn toàn bị mất vào tay nhà Thanh, Kỷ Mùi (mùa xuân tháng 1 năm 1679), tướng nhà Minh là Long Môn tổng binh Dương Ngạn Địch và phó tướng Hoàng Tiến cùng Cao Lôi Liêm tổng binh Trần Thượng Xuyên và phó tướng Trần An Bình, đem hơn 3000 quân và hơn 50 chiến thuyền đến các cửa biển Tư Dung (Thuận An) và Đà Nẵng xin lưu vong. Họ Hướng là một trong các tướng sĩ của Tổng binh Dương Ngạn Địch. Ông thần phục chúa Nguyễn và trở thành người có công trong việc phát triển vùng đất Mỹ Tho thuộc Tiền Giang, Việt Nam. Vì vậy họ Hướng ở Việt Nam hiện nay tập trung nhiều ở miền Nam Việt Nam, chủ yếu ở miền Tây như Mỹ Tho -Châu Thành - Tiền Giang, Long An, Bến Tre và Sài Gòn..
Khi đến Mỹ Tho, do ông tổ họ Hướng có công trong việc khai hoang lập ấp, dạy chữ, chữa bệnh cho người dân nơi dây, nên sau khi mất ông đã được người dân nơi đây phong làm Thành Hoàng và lập miếu thờ tại Long An. Ngày nay họ Hướng phần lớn vẫn sinh sống tại Mỹ Tho (Châu Thành - Tiền Giang). Một nhánh của họ Hướng ở Mỹ Tho, ông Hướng Văn Quấc (1920-1975) đã lên Sài Gòn sinh sống từ năm 1953 và tạo nên dòng họ Hướng ở Sài Gòn.

## Những người Trung Quốc họ Hướng
- Hướng Lãng, mưu sĩ của Quan Vũ thời Tam Quốc
- Hướng Hoàng Hậu, hoàng hậu thời Tống Triết Tông
- Hướng Tú, một trong Trúc lâm thất hiền
- Hướng Trung Phát, tổng thư ký Trung ương Đảng Cộng sản Trung Quốc
- Hướng Hải Lam, cựu hoa hậu Hồng Kông, diễn viên
- Hướng Văn Long, diễn viên